# FC Wageningen
FC Wageningen – holenderski klub piłkarski z siedzibą w mieście Wageningen. Swoje mecze rozgrywał na Wageningse Berg.

## Historia
Klub założony został w 1911. W 1939 zespół zdobył Puchar Holandii, a 9 lat później (w 1948) powtórzył to osiągnięcie. Zespół w 1974 awansował do Eredivisie, lecz zajął w niej ostatnie miejsce i spadł. W 1980 ponownie awansował do Eredivisie i znów zajął w niej ostatnie miejsce oznaczające degradację. Klub zbankrutował w 1992.
Drużyna przekształciła się w zespół amatorski pod nazwą WVV Wageningen.

## Sukcesy
- Puchar Holandii (2 razy): 1939, 1948

## Sezony klubu w Eredivisie
| Sezon     | Miejsce | M  | Z | R | P  | Br+ | Br- | Br+/- | Pkt | Uwagi  |
| 1974/1975 | 18      | 34 | 7 | 9 | 18 | 39  | 74  | -35   | 23  | Spadek |
| 1980/1981 | 18      | 34 | 6 | 9 | 19 | 33  | 63  | -30   | 21  | Spadek |